# Copa malawiana de futbol
La Copa malawiana de futbol, també coneguda com Malawi FAM Cup, és la principal competició futbolística per eliminatòries de Malawi.
El 2009 fou anomenada Standard bank FAM Cup per patrocini i a partir del 2000 s'anomenà FDH Bank Cup. No es disputà entre 2016 i 2019. En el seu lloc es jugà la FISD Challenge Cup.
Altres competicions de copa disputades a Malawi han estat:
- Castle Cup / Press Cup (1968-2023)
- Chibuku Cup (1969-2001)
- Governors Trophy / Kamuzu Cup (1957-1999, 2006)
- Challenge 555 Cup (1984-1997)
- FAM Charity Shield (2004-2025)
- Carlsberg Cup (2000-2019)
- President Cup (2009-2016)

## Historial
Font:
| Any                                 | Campió                              | Resultat                            | Finalista                           | Data                                | Seu                                 |
| FAM Cup (Stanbic/Standard Bank Cup) | FAM Cup (Stanbic/Standard Bank Cup) | FAM Cup (Stanbic/Standard Bank Cup) | FAM Cup (Stanbic/Standard Bank Cup) | FAM Cup (Stanbic/Standard Bank Cup) | FAM Cup (Stanbic/Standard Bank Cup) |
| ----------------------------------- | ----------------------------------- | ----------------------------------- | ----------------------------------- | ----------------------------------- | ----------------------------------- |
| 2005                                | MTL Wanderers (1)                   | 1-1 (5-4/3? p)                      | Admarc Tigers                       | 12/11/2005                          | ?                                   |
| 2006                                | No es disputà                       | No es disputà                       | No es disputà                       | No es disputà                       | No es disputà                       |
| 2007                                | Silver Strikers (1)                 | 1-0                                 | Escom United                        | 14/10/2007                          | Estadi CIVO                         |
| 2008                                | Moyale Barracks (1)                 | 1-1 (5-4 p)                         | Bullets FC                          | 14/12/2008                          | Estadi Kamuzu                       |
| 2009                                | Tigers FC (1)                       | 0-0 (7-6 p)                         | Civil Service United                | 12/12/2009                          | Estadi Silver                       |
| 2010                                | Moyale Barracks (2)                 | 0-0 (5-3 p)                         | Civil Service United                | 29/01/2011                          | Estadi Silver                       |
| 2011                                | Blue Eagles (1)                     | 2-1                                 | Moyale Barracks                     | 11/12/2011                          | ?                                   |
| 2012                                | Mighty Wanderers (2)                | 2-0                                 | Silver Strikers                     | 06/10/2012                          | ?                                   |
| 2013                                | Mighty Wanderers (3)                | 1-0                                 | Silver Strikers                     | 02/11/2013                          | Estadi CIVO                         |
| 2014                                | Silver Strikers (2)                 | 1-0                                 | Tigers FC                           | 30/08/2014                          | Estadi CIVO                         |
| 2015                                | Civil Service United (1)            | 1-0                                 | Be Forward Wanderers                | 01/11/2015                          | Estadi CIVO                         |
| FISD Challenge Cup                  |                                     |                                     |                                     |                                     |                                     |
| 2016                                | Mighty Wanderers (4)                | 0-0 (4-3 p)                         | Kamuzu Barracks                     | 10/12/2016                          | Estadi CIVO                         |
| 2017                                | Kamuzu Barracks (1)                 | 1-0                                 | Moyale Barracks                     | 09/12/2017                          | Estadi CIVO                         |
| 2018                                | Mighty Wanderers (5)                | 3-2                                 | Silver Strikers                     | 23/12/2018                          | Estadi Nacional Bingu               |
| 2019                                | Blue Eagles (2)                     | 1-1 (4-2 p)                         | Kamuzu Barracks                     | 21/12/2019                          | Estadi CIVO                         |
| FAM Cup (FDH Bank Cup)              |                                     |                                     |                                     |                                     |                                     |
| 2020                                | No es disputà                       | No es disputà                       | No es disputà                       | No es disputà                       | No es disputà                       |
| 2021                                | Silver Strikers (3)                 | 2-0                                 | Ekwendeni Hammers                   | 15/10/2021                          | Estadi Nacional Bingu               |
| 2022                                | Big Bullets (1)                     | 3-1                                 | Big Bullets Reserves                | 23/10/2022                          |                                     |
| 2023                                | Big Bullets (2)                     | 3-0                                 | MAFCO                               | 08/10/2023                          |                                     |
| 2024                                | Blue Eagles (3)                     | 0-0 (3-2 p)                         | Big Bullets                         | 01/09/2024                          |                                     |

## Challenge 555 Cup
- 1984: Admarc Tigers
- 1985: Limbe Leaf Wanderers
- 1986: Limbe Leaf Wanderers
- 1987: Red Lions
- 1988: Silver Strikers
- 1989: MITCO FC
- 1990: Bata Bullets
- 1991: Nico
- 1992: MDC United
- 1993: Bata Bullets
- 1994-1995: No es disputà
- 1996: Bata Bullets
- 1997: Limbe Leaf Wanderers